# Los Tepetates, Guanajuato
Los Tepetates är en ort i Mexiko.   Den ligger i kommunen Yuriria och delstaten Guanajuato, i den centrala delen av landet, 230 km väster om huvudstaden Mexico City. Los Tepetates ligger 1 736 meter över havet och antalet invånare är 460.
Terrängen runt Los Tepetates är kuperad åt nordväst, men åt sydost är den platt. Runt Los Tepetates är det ganska tätbefolkat, med 166 invånare per kvadratkilometer. Närmaste större samhälle är Yuriria, 8,9 km söder om Los Tepetates. Trakten runt Los Tepetates består till största delen av jordbruksmark.